# Carl Reinhertz
Carl Johann Conrad Reinhertz, também Karl Reinhertz (Xanten, 19 de junho de 1859 – Hannover, 22 de agosto de 1906) foi um geodesista alemão.

## Vida
Reinhertz estudou geodesia na RWTH Aachen, onde foi dentre outros alunos de Friedrich Robert Helmert. Em 1883 foi assistente de Otto Koll, professor de geodésia na Universidade de Bonn. Em 1894 foi professor em Bonn juntamente com Koll e a partir de 1899 sucessor de Wilhelm Jordan, após sua morte, na Universidade de Hannover. 
Escreveu o artigo Niedere Geodäsie na Encyklopädie der mathematischen Wissenschaften e o volume Geodäsie na Göschen-Reihe (1899). Em 1895 foi eleito membro da Academia Leopoldina.